# Miss K8
Miss K8 (Катерина Кремко) — українська хардкор-техно-діджейка і музична продюсерка з Києва. Виступає у всьому світі на фестивалях електронної танцювальної музики, наприклад, на Defqon.1, Syndicate або Masters of Hardcore і є одним з найвідоміших представників жанру.

## Кар'єра
Кремко опублікувала в листопаді 2011 р. разом з Angerfist свій перший трек під назвою Bloodrush, в його альбомі Retaliate. В травні 2012 року випустила у співпраці з Masters of Hardcore Records свій перший сингл Unforgettable. Наприкінці того ж року випустила спільно з Angerfist міні-альбом з ім'ям Divide & Conquer. Рік потому випустила міні-альбом Breathless . 2014 склала разом з MC Nolz гімн Metropolis of Massacre для Dominator Festival.

## Дискографія

### Сингли та міні-альбоми (EP)
- 2012: Angerfist & Miss K8 - Divide & Conquer
- 2012 Angerfist & Miss K8 - Santiago
- 2012: Unforgettable
- 2013: Breathless
- 2014: Miss K8 & MC Nolz - Metropolis Of Massacre
- 2014: Angerfist & Miss K8 - New World Order
- 2015: The Poison E.P.
- 2015: Radical Redemption & Miss K8 feat. MC Nolz - Scream
- 2017: St8ment

### Альбоми
- 2016: Magnet

## Weblinks
- Офіційний Сайт [Архівовано 8 серпня 2014 у Wayback Machine.]
- Facebook [Архівовано 23 вересня 2018 у Wayback Machine.]
- Miss K8 на сайті Discogs (англ.)(англ.)

## Біографія
1. ↑  https://www.djguide.nl/djinfo.p?djid=9245&language=en
2. ↑  Miss K8 Biography. Архів оригіналу за 8 серпня 2014. Процитовано 2 березня 2018.
3. ↑  Miss K8 Discogs. Архів оригіналу за 25 червня 2018. Процитовано 2 березня 2018.